# Ampampamena Airport
Ampampamena Airport är en flygplats i Madagaskar. Den ligger i Ambanja i den norra delen av landet, 600 km norr om huvudstaden Antananarivo. Ampampamena Airport ligger 12 meter över havet.
Terrängen runt Ampampamena Airport är huvudsakligen platt, men västerut är den kuperad. Havet är nära Ampampamena Airport norrut. Runt Ampampamena Airport är det ganska glesbefolkat, med 34 invånare per kvadratkilometer. Närmaste större samhälle är Maherivaratra, 4,1 km öster om Ampampamena Airport. Omgivningarna runt Ampampamena Airport är huvudsakligen savann.